# Šume (okręg morawicki)
Šume (cyr. Шуме) – wieś w Serbii, w okręgu morawickim, w gminie Ivanjica. W 2011 roku liczyła 1250 mieszkańców.